# Antoni (Warżanski)
Antoni, imię świeckie Michaił Warżanski (ur. 4 stycznia?/16 stycznia 1890 w Łopatyczach, zm. 28 maja 1971 w Wilnie) – biskup Rosyjskiego Kościoła Prawosławnego pochodzenia ukraińskiego.

## Życiorys
W 1909 ukończył seminarium duchowne w Żytomierzu. Następnie od 1911 do 1915 studiował w Instytucie Neurologicznym w Petersburgu, zaś w 1915 podjął studia na wydziale historyczno-filologicznym uniwersytetu w Dorpacie, które przerwał w 1917 z powodu mobilizacji. Od stycznia 1917 do stycznia roku następnego walczył w armii rosyjskiej. Wrócił na rodzinny Wołyń, gdzie początkowo pracował w szkole, następnie od 1922 – jako cerkiewny psalmista. W 1935 lub 1937 przyjął święcenia kapłańskie i służył w cerkwi we wsi Bodaczów powiatu łuckiego w diecezji wołyńskiej Polskiego Autokefalicznego Kościoła Prawosławnego. Był kapłanem żonatym.
24 czerwca 1941 jego żona została zamordowana przez hitlerowców. Do 1944 nie prowadził działalności duszpasterskiej, gdyż odmówił podporządkowania się strukturom niekanonicznego Autokefalicznego Kościoła Ukraińskiego kierowanego przez metropolitę Polikarpa (Sikorskiego).
W 1946 został proboszczem parafii przy cerkwi Opieki Matki Bożej w Łucku, zaś od 1956 wykładał dodatkowo w seminarium duchownym w Łucku. Następnie od 1958 do 1961 był proboszczem cerkwi św. Symeona w Dreźnie, sekretarzem biskupa berlińskiego i niemieckiego i dziekanem parafii Patriarchatu Moskiewskiego w NRD. W 1961 wrócił do ZSRR i po odbyciu leczenia w styczniu 1962 został rektorem seminarium duchownego w Odessie.
25 sierpnia 1963, po złożeniu przezeń ślubów mniszych, miała miejsce jego chirotonia na biskupa wileńskiego i litewskiego. W tym samym dniu został mu nadany tytuł arcybiskupa. Urząd sprawował do swojej śmierci w 1971. Pochowany w monasterze Świętego Ducha w Wilnie w głównej cerkwi.